# Regional Road 314
La Regional Road 314 (R314) è una strada irlandese regionale che collega la R313 ad Attycunnane vicino a Belmullet con la N59 nei pressi di Ballina. La strada è lunga 69.9 km.
La strada è molto battuta dai turisti che visitano la zona settentrionale del Mayo: direttamente sulla R314 sono presenti Ceide Fields e Killala inoltre dalla strada si diramano strade locali che permettono di raggiungere in pochi chilometri Capo Downpatrick e Benwee Head.  
Il tratto tra Ballycastle e Ballina è percorso dalla linea 445 della Bus Éireann, mentre il tratto tra Ballycastle e Belmullet non è percorso da mezzi pubblici.